# فرانسيسكو فيلارويا
فرانسيسكو فيلارويا (بالإسبانية: Francisco Javier Pérez Villarroya)‏ مواليد 6 أغسطس 1966 في سرقسطة، هو لاعب كرة قدم إسباني سابق كان يلعب كلاعب وسط. سبق له أن لعب في كأس العالم لكرة القدم مع منتخب بلاده. لعب خلال مسيرته 318 مباراة سجل خلالها 10 أهداف.

## مرحلة الشباب

### أندية لعب لها
- ريال سرقسطة

## المسيرة الاحترافية

### أندية لعب لها
- ريال سرقسطة
- ريال مدريد
- ديبورتيفو لاكورونيا
- ريال سبورتينغ خيخون
- نادي بطليوس الرياضي

## روابط خارجية
- فرانسيسكو فيلارويا على موقع الاتحاد الدولي (مؤرشف)  (الإنجليزية)
- فرانسيسكو فيلارويا على موقع قاعدة بيانات كرة القدم.إي يو (الإنجليزية)
- فرانسيسكو فيلارويا على موقع ناشيونال فوتبول تيمز (الإنجليزية)
- فرانسيسكو فيلارويا على موقع Soccerway.com (الإنجليزية)